# حيدر آباد (السند)
 (سندية وبالأردية: حیدرآباد) ثاني مدن السند الباكستان سكانا. وسادس مدن البلاد ككل. تأسست عام 1768م على يد ميان غلام شاه كلهورو (Mian Ghulam Shah Kalhoro) على أنقاض قرية الصيد ماوريان على طول ضفة نهر السند والمعروفة باسم نيرون كوت (اللغة السندية: نيرُون ڪوٽ). وسابقًا عملت المدينة كعاصمة لإقليم السند، وباتت مركز إقليم حيدر آباد. وقد جرت آخر معركة بين أمير تالبور والقوات البريطانية في هذه المدينة عام 1843م. وقبل تأسيس باكستان، كانت المدينة تُعرف باسم باريس الهند، نظرًا للطرق التي جرت العادة على غسلها بمياه النهر .
وقد أدت الحدود السياسية إلى زعزعة استقرار المدينة، وشهدت المنطقة اضطرابات سياسية كبيرة. ونظرًا لعدم الاستقرار بدءًا من المعارك التي خاضتها المدينة ضد الاحتلال البريطاني إلى الاضطرابات المدنية في ثمانينيات القرن الماضي، فقدت المدينة مجدها الغابر والكثير من تراثها الثقافي والمعماري يقع تحت أنقاض بالية.
وحيدر آباد هي مدينة ذات درجة حرارة مرتفعة وبها رطوبة وتقع جنوب البلاد وكانت نقطة انطلاق للحملات الأدبية خاصة الموجهة نحو اللغة السندية ومهد عدد قليل من الشعراء المؤثرين والدراويش الصوفيين. والمدينة غنية بالثقافة والتقاليد وتُعتبر أكبر منتج سوارات في العالم وتُعتبر بمثابة جسر العبور بين المناطق الريفية والحضرية في إقليم السند.
ونظرًا لتمركزها بالقرب من الحفريات المعمارية الهامة مثل العمري على امتداد 110 كم، فإن المنطقة تنطوي على أهمية كبيرة للغاية بالنسبة لعلماء الآثار في جميع أنحاء العالم. وتُعرف المدينة أيضًا بمؤسساتها الطبية والتعليمية. كما تُعتبر موطنًا لواحدة من أقدم الجامعات في المنطقة، وهي جامعة السند.

## المناخ
يظهر الجدول التالي التغييرات المناخية على مدار السنة لحيدر آباد:
| البيانات المناخية لـحيدر آباد        | البيانات المناخية لـحيدر آباد | البيانات المناخية لـحيدر آباد | البيانات المناخية لـحيدر آباد | البيانات المناخية لـحيدر آباد | البيانات المناخية لـحيدر آباد | البيانات المناخية لـحيدر آباد | البيانات المناخية لـحيدر آباد | البيانات المناخية لـحيدر آباد | البيانات المناخية لـحيدر آباد | البيانات المناخية لـحيدر آباد | البيانات المناخية لـحيدر آباد | البيانات المناخية لـحيدر آباد | البيانات المناخية لـحيدر آباد |
| الشهر                                | يناير                         | فبراير                        | مارس                          | أبريل                         | مايو                          | يونيو                         | يوليو                         | أغسطس                         | سبتمبر                        | أكتوبر                        | نوفمبر                        | ديسمبر                        | المعدل السنوي                 |
| ------------------------------------ | ----------------------------- | ----------------------------- | ----------------------------- | ----------------------------- | ----------------------------- | ----------------------------- | ----------------------------- | ----------------------------- | ----------------------------- | ----------------------------- | ----------------------------- | ----------------------------- | ----------------------------- |
| الدرجة القصوى °م (°ف)                | 33.3 (91.9)                   | 38.2 (100.8)                  | 43.4 (110.1)                  | 46.0 (114.8)                  | 48.4 (119.1)                  | 48.5 (119.3)                  | 45.5 (113.9)                  | 43.9 (111.0)                  | 45.0 (113.0)                  | 44.0 (111.2)                  | 41.0 (105.8)                  | 36.0 (96.8)                   | 48.5 (119.3)                  |
| متوسط درجة الحرارة الكبرى °م (°ف)    | 25.0 (77.0)                   | 28.1 (82.6)                   | 33.9 (93.0)                   | 38.9 (102.0)                  | 41.6 (106.9)                  | 40.2 (104.4)                  | 37.4 (99.3)                   | 36.3 (97.3)                   | 36.8 (98.2)                   | 37.2 (99.0)                   | 31.9 (89.4)                   | 26.3 (79.3)                   | 34.5 (94.0)                   |
| متوسط درجة الحرارة الصغرى °م (°ف)    | 11.1 (52.0)                   | 13.6 (56.5)                   | 18.5 (65.3)                   | 23.0 (73.4)                   | 26.2 (79.2)                   | 28.1 (82.6)                   | 27.8 (82.0)                   | 26.7 (80.1)                   | 25.3 (77.5)                   | 22.3 (72.1)                   | 17.3 (63.1)                   | 12.5 (54.5)                   | 21.0 (69.9)                   |
| أدنى درجة حرارة °م (°ف)              | 3.3 (37.9)                    | 4.0 (39.2)                    | 9.0 (48.2)                    | 12.0 (53.6)                   | 19.0 (66.2)                   | 20.0 (68.0)                   | 21.4 (70.5)                   | 22.8 (73.0)                   | 20.6 (69.1)                   | 15.0 (59.0)                   | 6.0 (42.8)                    | 3.0 (37.4)                    | 3.0 (37.4)                    |
| معدل هطول الأمطار مم (إنش)           | 1.2 (0.05)                    | 3.9 (0.15)                    | 5.1 (0.20)                    | 5.8 (0.23)                    | 3.5 (0.14)                    | 13.9 (0.55)                   | 56.7 (2.23)                   | 60.8 (2.39)                   | 21.4 (0.84)                   | 1.5 (0.06)                    | 2.1 (0.08)                    | 2.0 (0.08)                    | 177.9 (7)                     |
| ساعات سطوع الشمس الشهرية             | 272.8                         | 257.1                         | 288.3                         | 288.0                         | 313.1                         | 279.0                         | 235.6                         | 251.1                         | 285.0                         | 306.9                         | 279.0                         | 272.8                         | 3٬328٫7                       |
| المصدر #1:                           |                               |                               |                               |                               |                               |                               |                               |                               |                               |                               |                               |                               |                               |
| المصدر #2: HKO (sun only, 1969–1989) |                               |                               |                               |                               |                               |                               |                               |                               |                               |                               |                               |                               |                               |

## أعلام
- مصطفى قريشي
- عبد الرشيد بلوش
- فرحان أيوب
- مرزا رشيد علي بك
- جام ساقي